# Papež Julij III.
Papež Julij III. (rojen kot Giovanni Maria Ciocchi del Monte), italijanski rimskokatoliški duhovnik, škof in kardinal, * 10. september 1487, Rim, † 23. marec 1555, Rim.

## Življenjepis

### Mladost in cerkvena kariera
Giovan Maria Ciocchi del Monte se je rodil v Rimu 10. septembra 1487. Njegov oče Vincenzo del Monte je bil ugleden konzistorialni pravnik, mati pa Cristofora Saracini. Varuh družine, ki je bila rodom iz San Savina – zato nekateri viri navajajo, da se je rodil v San Savinu – je bil stric po očetovi strani Antonio, avditor Rimske rote, nadškof Siponta v škofiji Manfredoniji;  on je napotil svojega nečaka na študije cerkvenega prava v Perugio in Sieno, ki jih je uspešno dokončal; teologijo pa je študiral pod vodstvom Politija . Kmalu ga je poklical Julij II. za komornika v Rim. Ko je stric Anton postal kardinal 10. marca 1511, mu je odstopil manfredonijsko škofijo. 
Malo za tem je Del Monte sodeloval na Petem lateranskem koncilu; 16. februarja 1513 je imel na peti seji uvodno predavanje. 1521 je postal (v dveh obdobjih) pavijski škof, kamor pa ni nikoli osebno šel. 

Po plenitvi Rima je napisal svoje pripovedi pod naslovom Particola di lettere del reverendo arcivescovo Sypotnino  Janez je postal sam junija 1527 talec in porok za izplačilo velikanske vsote 400.000 zlatnikov, ki so jih od papeža kot odkupnino za osvoboditev zahtevali nemški protestantovski landknehti, pa še ni bila plačana. Vsaj dvakrat je bil v smrtni nevarnosti, da ga bodo v Campo di Fiori umorili zaradi neplačanih dolgov. Končno mu je s pomočjo kardinala Pompija Colonna uspelo skrivaj pobegniti konec novembra 1527 v Narni, konec leta pa prispeti k Klemenu VII. v Orvieto.  

V začetku 1542 se je pečal s pripravami na sklic Tridentinskega koncila; na konzistoriju, ki ga je sklical Pavel III. 6. februarja 1545, je bil določen za prvega predsednika vesoljnega cerkvenega zbora; v tej vlogi je odprl koncil 13. decembra 1545 s kratko molitvijo. . Na koncilu je zastopal stališča papeža proti Karlu V., s katerim je prišel v spor ob različnih priložnostih, zlasti še 26. marca 1547, ko je po papeževem nalogu prenesel koncil v Bologno. 

### Kronologija cerkvenih služb
- Kanonik v stolnici v Arezzu;
- 1504: kancler papeža Julija II.;
- 18. marca 1513 – 25. junija 1544: nadškof Siponta v Manfredoniji, ki mu jo je prepustil stric Antonio Maria Ciocchi del Monte);
- 1513-1517: apostolski legat v Perugii;
- 1517: upravnik (governatore) Perugie;
- 15. marca 1521 – 3. junija 1530: škof v Paviji (prvo obdobje);
- Med papeževanjem Klemena VII. je bil dvakrat imenovan za rimskega upravnika (prefekta);
- 1528: predsednik Romanje;
- 1533: spremljevalec kardinala Antonia Ciocchi del Monteja;
- 1534: papeški legat v Bologni;
- 1534-36: legat v vojvodini Parma e Piacenza;
- 1535: legat v pokrajini Romanji;
- od avgusta do decembra 1536: avditor na papeškem dvoru;
- 22. december 1536: kardinal-duhovnik;
- 15. januar 1537 – 11. oktober 1542: kardinal pri Santi Vitale, Valeria, Gervasio e Protasio;
- 1537-1539: papeški odposlanec v Parmi in Piacenzi;
- 14. junij 1540 – 28. november 1541: apostolski administrator škofije Polignano;
- 24. september 1540: prvi legat v Romanji;
- 11. oktober 1542 – 4 oktober 1543: kardinal pri Santa Prassede;
- 5. oktober 1543 – 7. februar 1550: kardinal škof v Palestrini;
- 5. januar 1543 – 12. december 1545: član komisije za cerkveno prenovo;
- 5. junij 1544 – 7. februar 1550: škof v Paviji (drugo obdobje);
- 13. december 1545 – 26. marec 1547: papeški legat na Tridentinskem koncilu, kjer opravlja službo so-predsednika zborovanja koncilskih očetov. Zaradi bolezni se mora službi odpovedati; dobil je artritični napad protina.
- 1548: papeški legat v Bologni.
- 7. februar 1550: izvoljen za rimskega papeža; to službo opravlja do svoje smrti, 23. marca 1555.

## Papež

### Dolgotrajenkonklave
Pavel III. je umrl 10. novembra 1549; po končanih pogrebnih slovesnostih se je 29. novembra zbralo 47 kardinalov – od 54 živečih – v konklavu v Vatikanu, v Capella Paolina – Pavlinski kapeli. Prvič je dobilo dostop tudi šest zdravnikov in šest kirurgov različnih narodnosti. Konklave je trajal od 29. novembra 1549 do 8. februarja 1550 – torej kar deset tednov; niso se namreč mogli zediniti glede kandidata, saj so bili razdeljeni na cesarsko, francosko in Farnesijevo stranko. . 

Med resnimi kandidati je bil tudi angleški kardinal Pole, zelo pobožen in izobražen mož. Po smrti papeža Pavla III. mu je manjkal samo en glas do dvotretjinske večine, ki je bila potrebna za izvolitev. Kardinal Truchsess iz Augsburga  je takrat odkrito rekel dekanu kardinalskega zbora De Cupisu  »Mi hočemo dobrega, svetega papeža, vi pa takega, ki služi telesu in ne duši. Ne bomo volili papeža, ki bo podobno kot zadnja četverica ali peterica zanemarjal Cerkev, da bi obogatil svoje nečake.« Toda čeprav si je kardinal Truchesess prizadeval za Polovo izvolitev, je bil končno vendarle izvoljen del Monte. 
Giovanni Maria del Monte je bil izvoljen za papeža na nenavaden način, saj ga kardinali sprva niso šteli med resne kandidate. Ko se je konklave zavlekel skoraj dva mesca in v stranke razdeljeni volivci niso mogli priti do soglasja, so se na večer pred volitvami kardinali trumoma zgrnili v celico kardinala Pola ter ga nameravali priznati za papeža z aklamacijo. Pole pa jih je sprejel na vratih s temile besedami: »Moji bratje, Bog, ki mu služimo, je Bog svetlobe, ne teme; preložite na dan vašo izvolitev; ko boste opravili mašo in klicanje Svetega Duha, vas bo on navdihnil za dobro Cerkve in boste lahko sledili tem navdihom.« Kardinali so sodili, da Pole s takim odgovorom ne upošteva njihovega imenovanja, pa so se obrnili na kardinala del Monteja in ga izvolili za papeža. 
Nazadnje je bil torej 7. februarja 1550 izvoljen triinšestdesetletni Giovanni del Monte kot sporazumni kandidat zmerne usmeritve, naklonjen cerkveni obnovi ter uravnovešenih pogledov glede na odnose med Francijo in Svetorimskim cesarstvom. Privzel si je ime Julij III. ter je bil 22. februarja istega leta ustoličen in kronan pri Sv. Petru. Lateran je prevzel v posest 24. junija. 

### Turškaosvajanja
Za program svojega pontifikata si je papež Julij izvolil obrambo pred Turki; temu naj bi služilo tudi delo za slogo med evropskimi vladarji. Kljub njegovim iskrenim prizadevanjem so se evropski vladarji še naprej raje bojevali med seboj, ko da bi se združili zoper skupnega sovražnika; francoski kralj se je vrh vsega povezal s šmalkaldensko zvezo, ki so jo 1531 sklenili protestantovski knezi in mesta zoper katoličane - pa tudi s Turki, v boju proti Karlu V. To je omogočilo Osmanom neovirano napredovanje proti Srednji Evropi. Pod Sulejmanom Veličastnim je padla pod Turke 1541 Budimpešta (Buda), ki so dosegli tudi Dunaj. Večkrat močnejša osmanska vojska je večkrat oblegala Temišvar ter ga 27. julija 1552 tudi osvojila; kljub obljubi o prostem umiku so maloštevilne branilce Turki razmesarili, mesto pa spremenili v glavno mesto Temišvarskega pašaluka. Tako so zasedli poleg Balkana zdaj že skoraj celotno Panonijo. 

### Delo za zedinjenje in širjenjekrščanstva
Po smrti mladoletnega Edvarda VI.  6. julija 1553 ga je nasledila Jane Grey, ki je bila naklonjena protestantizmu. Ko so jo razglasili za kraljico 10. julija, je v ljudstvu mnogo bolj priljubljena Marija pobegnila v Suffolk, kjer je zbrala številno vojsko in 19. julija vkorakala v London, kjer je zavladala namesto strmoglavljene Jane. Takoj je obnovila povezavo Anglije s papežem in obnovila dotlej prepovedano in preganjano katoliško vero. Za ureditev povezanosti je papež Julij III. poslal na Angleško kardinala Pola. Prav takrat je odšlo slovesno odposlanstvo iz Londona v Rim, da bi izrazilo privrženost papežu, ki pa je umrl 23. marca star 65 let, preden je odposlanstvo prispelo. Čeprav se je z angleško kraljico Marijo Katoliško Anglija vrnila h katoličanstvu, pa to zedinjenje ni trajalo dalj kot do njene smrti 1558. Anglija se je pod vlado njenih naslednikov zopet vrnila v anglikanstvo oziroma oblikovala angleško različico protestantizma. 
Julij III. je bil naklonjen na novo ujstanovljeni družbi Jezusovi; močno je podprl misijonsko dejavnost jezuitov. Vsestransko - tudi z letno podporo - je podprl ustanavljanje Germanika, a z bulo Dum sollicita z dne 31. avgusta 1552]] je zavod Germanicum-Hungaricum tudi potrdil. Ta zavod je za izobraževanje bodočih duhovnikov ustanovil sv. Ignacij Lojolski; v njem so se izobraževali fantje iz dežel, ki jih je že zajel protestantizem; takoj po končanih študijih so se vračali v domovino - na Nemško in Ogrsko, kjer so uspešno začeli protireformacijo oziroma katoliško obnovo . Na ta način so v svojih domovinah utrjevali katoliško vero, kjer je bila omajana, ter jo obnavljali, kjer je izginila. 
1551 so pogovori z mezopotamskimi nestorijanci pripeljali do zedinjenja s sirsko- kaldejsko Cerkvijo in s posvetitvijo za škofa Sulaka 9. aprila 1553, a za babilonsko-kaldejskega patriarha 2. avgusta istega leta. 
1. oktobra 1552 so Rusi po nenavadnem potresu z naskokom osvojili in z lahkoto zasedli Kazan, glavno mesto Tatarskega kraljestva in utrdbo islama; ker je na ta dan bil ravno praznik “Pokrov svete Bogorodice”, je Ivan Grozni in ljudstvo v tej zmagi videlo posebno Marijino varstvo. Gurij je postal prvi krščanski škof, ki je bil posvečen v Moskvi 7. februarja 1555, a maja zasedel kazanski sedež, čemur je sledilo pokristjanjenje stotisočev Tatarov.  

### Drugo zasedanjeTridentinskega koncila
Maja 1551 je Julij III. sklical drugo zasedanje tridentinskega koncila, ki je trajalo od 1. maja 1551 do 28. aprila 1552 v Tridentu . Udeležilo se ga je precejšnje število nemških škofov, Francozov pa je bilo malo. Koncil je izdal dokumente, ki govorijo o evharistiji, o zakramentu sprave in o maziljenju, prav tako tudi odloke o škofovski službi, o duhovništvu in o cerkvenih nadarbinah; tukaj je zbor dokončno oblikoval odloke, o katerih so razpravljali zunaj mesta v prejšnjih štirih letih. Na koncil je papež povabil tudi zastopnike protestantov; iz nekaterih nemških pokrajin so res prišli. Kmalu pa se je zataknilo, ko so zahtevali, da naj koncil prekliče vse svoje dosedanje odloke in da naj o posameznih vprašanjih ponovno razpravlja. Vrh tega so izjavili, da je koncil nad papežem; ker so torej nepopustljivo vztrajali pri ideji konciliarizma, so se pogovori izjalovili. 1552 je koncil spet prenehal svoje delo zaradi izbruha vojne. 

### Sveto letovelikanov
Kardinal Giovanni Maria del Monte je bil ustoličen in kronan 22. februarja 1550, na praznik Sedeža apostola Petra; dva dni pozneje, v jeku rimskega pusta, pa je odprl sveta vrata pri Sv. Petru in tako otvoril sveto leto z bulo Si pastores ovium 24. februarja 1550; jubilej se je končal na Svete tri kralje, 6. januarja naslednjega leta. To sveto leto mnogi imenujejo sveto leto velikanov, ali pa tudi Michelangelovo sveto leto; med romarji je bilo namreč nekaj znamenitih svetniških velikanov, pa tudi Michelangelo - velikan umetnosti. V Rim je to leto poromalo večje število romarjev kot pa prejšnje, 1525. sveto leto, ko je bila udeležba pičla. Začeli so se kazati prvi sadovi katoliške obnove. Prihajala so tudi poslanstva italijanskih in evropskih dežel. To leto so s svojo navzočnostjo označili štirje »velikani«: 
1. sveti Ignacij, ki je 1540 osnoval Družbo Jezusovo ali jezuite, ki so bili pripravljeni na vse preizkušnje Ad maiorem Dei gloriam (Za večjo Božjo čast) – ter so se trudili za duhovno oskrbo zlasti romarjev iz višjih slojev.
2. Med svetim letom 1550 je prispel v Rim drugi Španec in vojvoda Frančišek Borgia na čelu tridesetih prekrasnih in vitkih konjenikov, ki jih je podaril Petrovemu nasledniku, da bi pridobili svetoletni odpustek. Še pred vstopom v Jezusovo družbo se je kljub visokemu rodu odlikoval v ponižnosti in je menil o sebi, da ne zasluži drugega kot pekel in da ga povsod sprejemajo z veliko večjimi častmi, kot pa si jih zasluži.
3. sveti Filip Neri, ki je osnoval svoj oratorij za vzgojo mladine; za sprejem romarjev je ustanovil posebno družbo Presvete Trojice, pri Sikstovem mostu (Ponte Sisto) pa odprl gostišče sv. Trojice (ospizio della SS. Trinità)  za njihovo pogostitev in primerno namestitev. Ta družba je začela delovati 16. avgusta 1548 pri "San Girolamo della carità" pomagajoč romarjem in bolnikom. Življenjepisci zelo hvalijo dejavnost Filipovih redovnikov v prid rimskih romarjev, ki so z veliko prizadevnostjo oskrbeli duhovno in telesno tudi čez 600 romarjev; njihova požrtvovalnost in gorečnost je imela tak vpliv in odmev, da je mnogo mladeničev zaprosilo za vstop v njegovo družbo. [27].
4. Michelangela so svetniki spodbudili, da je tudi sam hotel napraviti kako dobro delo. Pisal je nečaku Leonardu v Florenco v tem smislu, pa tudi potrpežljivo je želel prenašati bolečine zaradi žolčnih kamnov. Sveto leto ga je našlo telesno trudnega, duhovno pa svežega. Kljub svojim 76 letom je hotel obiskati ne le »štiri večje rimske bazilike«, ampak tudi "sedem cerkva". Papeža Julija, ki ga je imel zelo rad, je to tako ganilo, da je dejal, češ »da bi si rad dal odvzeti od svojih let in od svoje krvi, samo da bi dodal življenju njega, ki je za svet toliko lepega napravil, da svet ne bi še tako kmalu izgubil tolikšnega velikana.« Hoteč mu izkazati posebno naklonjenost, mu je dovolil, da ob spremstvu umetnika Vasarija opravi obiske sedeč na konju ter da sta bila oba deležna kar dvojnih odpustkov. [28]

Da bi zaščitil romarje in domačine pred oderuštvom rimskih gostilničarjev in meščanov pri množičnem navalu, je kardinal kamerleng Sforza že 29. aprila 1549 ukazal zamrznitev najemnin za naslednji dve leti. 

### Pokrovitelj umetnikov
Julij III. je bil sam prefinjeno renesančno umetniško nadarjen, obenem pa tudi pokrovitelj in mecen umetnikov. 
1.septembra 1551 je Julij III. – ki je prej bil kardinal-škof Palestrine – imenoval glasbenika Palestrina za »magister cantorum« - vrhovnega pevovodja in organista v Julijevi kapeli pri baziliki sv. Petra. 1554 je Palestrina objavil svoj prvi Misal, ki vsebuje mašo z notami Ecce sacerdos magnus, ki jo je posvetil papežu Juliju III. 13. januarja 1555 je Palestrina skupaj z ženo – kar je bila velika izjema - papež sprejel v Sikstinski kapeli. 
Papež je dal zgraditi tudi veličastno Julijevo vilo, kjer se je zadrževal v prostem času in v času bolezni, ki ga je hudo mučila zadnja tri leta. To stavbo pred Porta del Popolo v Rimu je 1553 zgradil Vignola v renesančnem in marienističnem slogu. Danes se nahaja v tej razkošni stavbi Etruščanski muzej izredne vrednosti.  

Osrednji del renesančne Ville Giulie, ki je bil nekoč papeško podeželsko letovišče, je v našem času dolgo sameval zapuščen, zanemarjen in obraščen; nedavno pa so ga obnovili v vsej njegovi prejšnji slavi z denarno podporo neimenovanih japonskih darovalcev. Omamni nimfej se zdaj ponaša z bleščečim mozaikom in marmornatimi deli, ki so postavljena v bujen vodnat vrt. Oazo blizu sedanjega mestnega rimskega središča je načrtoval Florentinec Ammanati pod vestnim Vasarijevim vrhovnim nadzorom. 

Obnova bogato okrašenega nimfeja se je začela septembra 2015, ko je italijansko kulturno ministrstvo prejelo darovnico za 25.000 €, ki jo je poslala japonska skupina kmalu  po obisku zapuščene umetnine, katera je bila dolgo na milost in nemilost prepuščena divjim rastlinam in vremenskim neprilikam. Pred nekaj tedni so odkrili očem dolgo zakrito jamo in odprli za javnost tudi grajsko dvorišče. Pri obnovi mozaikov in kipov so odstranili mah in plesen ter prišli do izvirnih barvnih odtenkov namesto sive barve, na katero smo se navadili; tako se je pokazalo, da mišičasti Triton piha skozi zvito školjko in je z barvitim marmorjem povezan z osrednjim vodometom, ki črpa vodo iz Acqua Vergine. Resne kariatide so se pokazale z različnimi izrazi: ko da se smejijo ali jokajo in torej prikazujejo komedijo in tragedijo v raznih odtenkih. 

### Prva slovenska knjiga
Proti koncu prve polovice 16. stoletja so se protestantske ideje tudi na slovenskih tleh že precej razširile. Za časa papeža Julija III., leta 1550, je Trubar v Tübingenu tiskal prvo slovensko knjigo, Katekizem. 

## Dela
- »Documenta Catholica Omnia« (v latinščini). Pridobljeno 6. decembra 2011.

### Glavne papeške listine
Odloki o ustroju Cerkve
- 22. februarja 1550 je z  bulo Rationi congruit potrdil barnabite;
- 11. avgusta 1550 je razposlal bulo Ad hoc nos, ki potrjuje barnabitom predpravice, ki so jim jih podelili njegovi predhodniki;
- 20. junija 1550 je objavil motuproprij Cum sicut nobis;
- 17. julija 1550 je priznal z bulo Quod alias Ordine costantiniano di San Giorgio iz Neaplja;
- 21. julija 1550 je potrdil z bulo Exposit debitum družbo Jezusovo ali jezuite;
- 11. avgusta 1550 je priznal z bulo Ad hoc nos Deus praetulit barnabite kot papeško družbo;
- Z bulo z dne 13. novembra 1550 je prenesel zasedanje Tridentinskega koncila nazaj v Trident.
- 1551 je odobril sekularizacijo redov ordine militare di Calatrava in ordine militare di San Benedetto d'Avis ter dovolil članom prosto razpolaganje z njihovim premoženjem [33].
- 31. avgusta 1552 je potrdil ustanovitev papeškega zavoda Germanicum-Hungaricum s bulo Dum sollicita.
- 25. januarja 1554 so jezuiti odprli zavod za domačine-Indijance v Braziliji iz okolice São Paula.

Bogoslužne določbe
- 24. februarja 1550 je Julij III. otvoril, z odprtjem svetih vrat pri baziliki sv. Petra X. sveto leto, ki ga je napovedal Pavel III. z bulo Si pastores ovium; jubilejno sveto leto se je končalo na Tri kralje, 6. januarja 1551. Prišlo je precej več romarjev kot v prejšnjem jubilejnem letu 1525, zlasti pod vplivom in oskrbo svetega Filipa Nerija in romarske bratovščine presvete Trojice  [34]..
- 1553 je Julij III. uredil mešane zakone, v katerih je en soprog katoličan; določil je, da morajo sinovi slediti očetovo vero.

Določbe glede Judov
- Z bulo Exsposcit debitum z dne 21. julija 1550 je pontifik potrdil pravilnik hebrejske skupnosti;
- 1553: zaradi zakonskega spora med beneškima tiskarnarjema o delu rabina Majmonida (1138-1204) je papež posredoval s sežigom talmuda.[35];
- 29. maja 1554 je izdal bulo Cum sicut nuper, v kateri zahteva sežig tistih izdaj talmuda, ki bi vsebovale bogokletne izraze zoper Kristusa; ne nanaša pa se na tiste izdaje, kjer so taki izrazi izpuščeni.
- Julij III. je trpel od protinskih napadov, ki so postajali z leti vse pogostnejši; zato je potreboval neprestan zdravniški nadzor. Imenoval je za hišnega zdravnika Juda po imenu Teodoro dei Sacerdoti ter druge judovske zdravnike, ki so bili: Giovanni Rodriguez di Castelbianco (portugalskega rodu) in Vitale Alatino da Spoleto[36].
- Papež Julij III. je prepovedal prisiljen krst hebrejskih otrok brez privolitve staršev.
- 20. marca 1553 je potrdil posebne pravice portugalskih Judov.
- 31. avgusta 1554 je z bulo Pastoris aeterni vices ustanovil "katehumenske hiše" za spreobračanje judov.

## Smrt in spomin
Julij III. je že dalj časa trpel za  protinom. Ko je nadziral, kako napredujejo dela pri gradnji palače, ki je dobila ime po njem, se je hudo prehladil, dobil vročino in umrl v Rimu 23. marca 1555. Pokopali so ga v Baziliki sv. Petra v Vatikanu, kjer ima skromno grobnico - star rimski sarkofag. 

Po nekaterih virh naj bi njegove posmrtne ostanke prenesli v rimsko cerkev San Pietro in Montorio, kjer naj bi počivali v Cappella del Monte. Možno je sicer, da se je to zgodilo začasno, ker so takrat potekala velika dela na izgradnji nove Bazilike svetega Petra pod Michelangelovim vodstvom; gotovo pa je, da zdaj njegovi ostanki počivajo pri sv. Petru.

### Ocena
- Julij III. ni bil brez razumevanja za cerkvene zadeve; obnovitvena prizadevanja so se razveselila njegovega gorečega podporništva. – Po drugi strani pa njegova izvolitev ni bila v smislu strogo cerkvene usmeritve; vse vedenje novega papeža je kazalo, da slaba izročila renesančnega papeštva še nikakor niso izumrla. Julij III. je ljubil razkošne gostije in bogate pojedine; hodil je na lov in imel je pri sebi dvorskega norca; prisostvoval je drznim odrskim igram in ni bil prost nepotizma; najhujšo jezo pa je sprožil s sprejetjem v kardinalski zbor nravno sprijenega, komaj 17-letnega nečaka Innocenza. [38] To imenovanje mladeniča, ki ga je posinovil njegov brat Balduino, mu je nakopalo mnogo nevšečnosti. Dobronamerni so menili, da ga je imenoval za kardinala zato, ker je skrbel za njegovo opico; zlonamerni pa so tolmačili, da je papeža pri tem vodila čutna navezanost; v tem smislu so ga žigosale tudi takratne  pasquinate. [39] [40]

## Slikovna zbirka
- Plenitev Rima (1527), katere posledice je na svoji koži izkusil Julij III.
- To listino je podpisal kardinal del Monte 1541.
 Mesečna pokojnina, ki jo prejema kardinal Cosimo De'Medici.
- Tridentinski koncil-Tridentinum - 1545-1563
koncil verskega nauka in dušnega pastirstva
- Vignola: Mestno pročelje Julijeve vile
- Prvo dvorišče Julijeve vile – pogled proti nimfeju
- Nimfej pri Julijevi vili
- Loža in nimfej v drugem notranjem dvorišču
- Cock:Dvorišče z vodometom - Villa Giulia (1582) (bakrorez)
- Rubens: Sveti Ignacij utemeljuje pred Julijem III. ustanovitev Germanika
- Vignola
Chiesa del Gesù, Rim